# Vrsno (Słowenia)
Vrsno – wieś w Słowenii, w gminie Kobarid. W 2018 roku liczyła 131 mieszkańców.